# Augusto Midana
Augusto Midana, né le 20 mai 1984 à Sucuto (Bolama-Bijagos), est un lutteur bissau-guinéen.

## Biographie
Il a participé aux Jeux olympiques de 2008 à Pékin, puis à ceux de 2012 à Londres et ceux de ceux de 2016 à Rio de Janeiro dans la catégorie des moins de 74 kg. Il a été le porte-drapeau de sa délégation lors des trois événements. 
En 2012, il a remporté son combat de qualification face au Vénézuélien Ricardo Roberty, avant de s'incliner contre le Géorgien Davit Khutsishvili, finissant au septième rang du classement. Il est éliminé au deuxième tour par Jordan Burroughs aux Jeux olympiques de 2016.

## Palmarès
| Année | Compétition                             | Lieu           | Résultat | Catégorie |
| ----- | --------------------------------------- | -------------- | -------- | --------- |
| 2006  | Championnats d'Afrique                  | Pretoria       | 6e       | - 74 kg   |
| 2007  | Championnats d'Afrique                  | Le Caire       | 7e       | - 74 kg   |
| 2007  | Jeux africains                          | Alger          | 3e       | - 74 kg   |
| 2007  | Championnats du monde                   | Bakou          | 39e      | - 74 kg   |
| 2008  | Championnats d'Afrique                  | Tunis          | 3e       | - 74 kg   |
| 2008  | Jeux olympiques                         | Pékin          | 16e      | - 74 kg   |
| 2009  | Championnats d'Afrique                  | Casablanca     | 3e       | - 74 kg   |
| 2009  | Championnats du monde de lutte de plage | Obzor          | 3e       | - 85 kg   |
| 2010  | Championnats d'Afrique                  | Le Caire       | 1er      | - 74 kg   |
| 2010  | Championnats du monde                   | Moscou         | 19e      | - 74 kg   |
| 2011  | Championnats d'Afrique                  | Dakar          | 1er      | - 74 kg   |
| 2011  | Championnats du monde                   | Istanbul       | 14e      | - 74 kg   |
| 2012  | Championnats d'Afrique                  | Marrakech      | 1er      | - 74 kg   |
| 2012  | Jeux olympiques                         | Londres        | 7e       | - 74 kg   |
| 2014  | Championnats d'Afrique                  | Tunis          | 1er      | - 74 kg   |
| 2014  | Championnats du monde                   | Tachkent       | 19e      | - 74 kg   |
| 2015  | Championnats d'Afrique                  | Le Caire       | 1er      | - 74 kg   |
| 2015  | Championnats du monde                   | Las Vegas      | 20e      | - 74 kg   |
| 2016  | Championnats d'Afrique                  | Alexandrie     | 1er      | - 74 kg   |
| 2016  | Jeux olympiques                         | Rio de Janeiro | 14e      | - 74 kg   |
| 2019  | Championnats d'Afrique                  | Hammamet       | 3e       | - 74 kg   |